# Sinagoga de Mánchester del Sur
La Sinagoga de Mánchester del Sur (en inglés: South Manchester Synagogue) se refiere tanto a una comunidad ortodoxa judía en el sur de Mánchester, Inglaterra, como a los edificios que ocupa. En 2002, la comunidad se trasladó de los edificios de la sinagoga en el distrito de Fallowfield de Mánchester a nuevos locales en Bowdon, Altrincham, en el Gran Mánchester.
La Sinagoga de Mánchester del Sur fue fundada en 1872 por un grupo de personas que deseaban atender a aquellas familias askenazíes que vivían al sur del centro de Mánchester.